# Radio Erevan
Pour les articles homonymes, voir Erevan et Arménie.

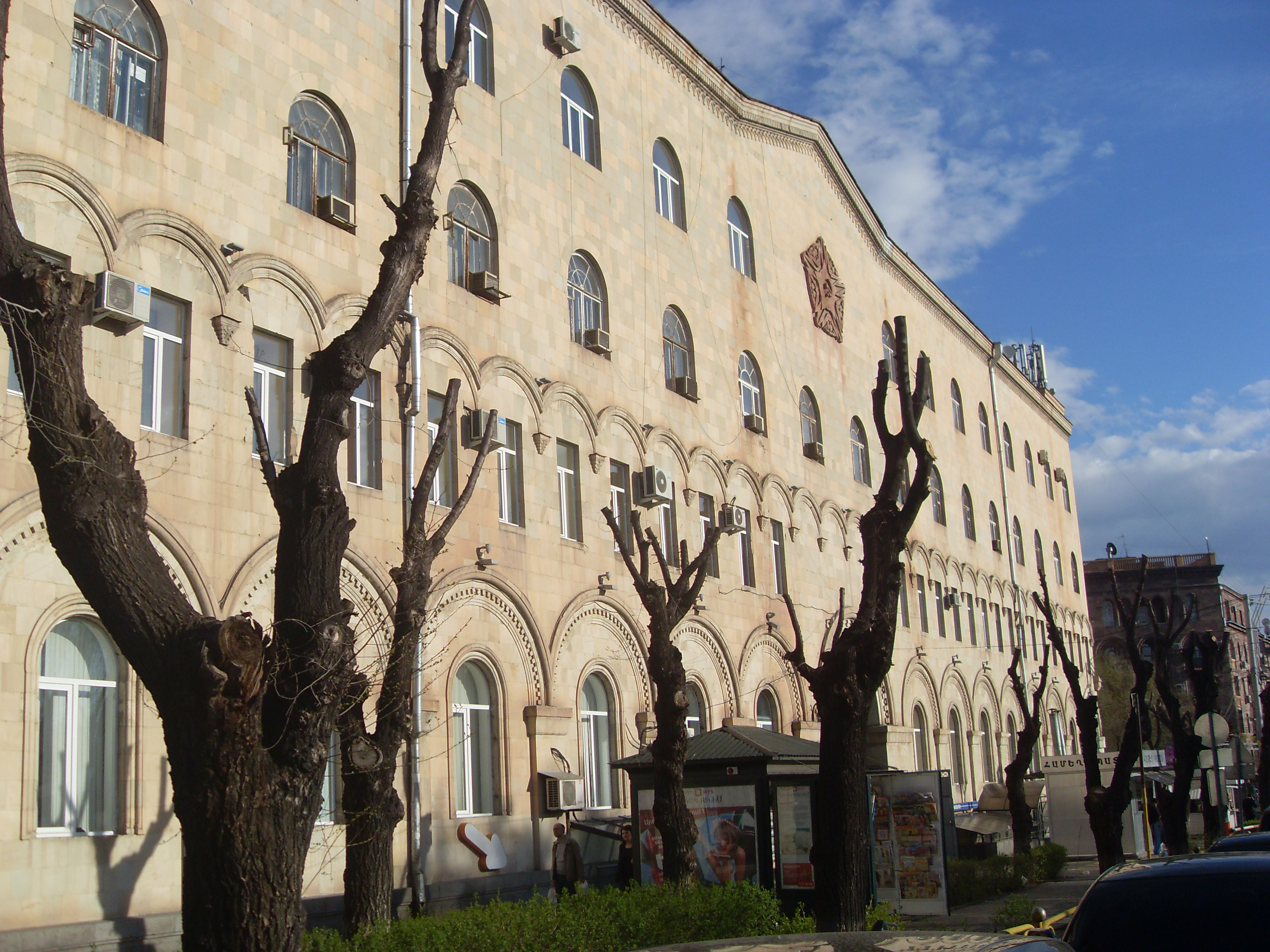
Rue Alek Manukyan, à Erevan. Siège de Radio Erevan.

Radio Erevan, ou Radio Arménie, était une formulation très répandue dans les blagues en Union soviétique et dans d'autres pays d'Europe de l'Est pendant la seconde moitié du XXe siècle.
De l'avis d'Eduard Antonian, le choix de Radio Erevan en tant que personnage des blagues politiques s'explique par l'esprit aigu des Arméniens : « Chacun des peuples composant cet amalgame qu'était l'URSS avait sa propre étiquette. Les Tadjiks et les Ouzbeks, par exemple, étaient perçus comme des lourdauds, alors que les Russes et les Ukrainiens étaient considérés incarnant l'esprit slave. Enfin, si les Lituaniens, les Lettons et les Estoniens étaient vus comme plus proches de l'esprit occidental, les Arméniens, eux, avaient la réputation d'être les plus intelligents et les plus débrouillards de tous. Ce n'est donc pas par hasard que les plus grands humoristes de l'URSS étaient Arméniens. En plus, le régime communiste n'a pas été trop oppressif en Arménie ».
Ces petits dialogues humoristiques imitaient les questions des auditeurs de la radio arménienne :
On demande à la radio arménienne : « <…> »
La radio arménienne répond : « <…> ».
Une fois établie, cette introduction devint une rengaine humoristique. La plupart de ces blagues se transmettant de bouche à oreille ; de nombreuses variantes ont vu le jour et il est difficile d'en reconstituer la généalogie précise.
En dehors de l'Union soviétique, ces blagues avaient une portée politique ou visaient des sujets plus généraux : belle-mère, sexe, stéréotypes. Principe : un auditeur pose une question, en demandant par exemple s'il y a une différence entre communisme et capitalisme, et la radio répond « en principe, oui », avant d'argumenter le contraire.

## Exemples
On demande à la radio arménienne : « Quelle est la différence entre le communisme et le capitalisme ? »

La radio arménienne répond : «Dans le capitalisme, l'homme exploite l'homme. Dans le communisme, c'est l'inverse !».
On a demandé à Radio Erevan : « Pourquoi ont-ils créé un ministère de la Marine en Arménie alors que vous n'avez pas accès à une mer ? »

Radio Erevan a répondu : « Allez dire ça à l’Azerbaïdjan : ils ont bien créé un ministère de la Culture. »
Ici Radio Erevan. Un de nos auditeurs demande : « Est-ce que l'on peut faire dix ans de prison pour avoir dit que Brejnev est un idiot ? »

Nous avons répondu : « En principe, oui, parce que c'est un secret d'État. »
On a demandé à Radio Erevan : « Quels seront les résultats des prochaines élections ? »

Radio Erevan a répondu : « Personne ne peut le dire. Quelqu’un a volé hier les résultats exacts des prochaines élections au bureau du Comité central de l’URSS. »
On a demandé à Radio Erevan : « Qu’est-ce que le chaos ? »

Radio Erevan a répondu : « Nous ne commentons pas l’économie nationale. »
On a demandé à Radio Erevan : « Une arme nucléaire pourrait-elle détruire notre ville bien-aimée, Erevan, avec ses splendides bâtiments et ses beaux jardins ? »

Radio Erevan a répondu : « En principe, oui. Mais Moscou est de loin une ville plus belle. »
On a demandé à Radio Erevan : « Est-il vrai qu’Adam et Eve ont été les premiers communistes ? »

Radio Erevan a répondu : « Probablement, oui. Ils s’habillaient tous les deux avec parcimonie, ils avaient des besoins modestes en matière de nourriture, ils n’avaient jamais eu leur propre maison, et en plus de tout ça, ils croyaient vivre au paradis. »